# Френкель, Рина
Рина Френкель (род. 1956, Смоленск) — известный общественный деятель Израиля, депутат Кнессета 19-го созыва от партии «Еш Атид», 15-е место в списке партии. Ранее, Рина Френкель занимала должность заместителя директора службы занятости Северного округа.

## Биография
Рина родилась в 1956 году в городе Смоленске (СССР) в семье Марии и Абрама Френкель. М.А музыковедения — окончила Академию музыки имени Собинова в Саратове. С 1980 по 1989 год — директор музыкальной школы в Киеве (Украинская ССР).
В 1990 году, вместе с семьей, репатриировалась в Израиль.
С 1991 по 2003 год, работая в службе занятости Нагарии, консультировала и занималась трудоустройством ученых, сотрудничала с государственными органами и с институтом национального страхование (ИНС) во многих проектах.
Между 2003—2006 управляла бюро по трудоустройству в Маалот Таршиха, принимала участие в проекте «Город способствует занятости» вместе с Министерством промышленности, Джойнтом и органами местной власти. В рамках своей должности, инициировала многие проекты в городе, организовывала ярмарки вакансий, занималась разработкой, инициацией и реализацией курсов переподготовки. Совместно с MT Западной Галилеи и работодателями организовывала курсы предпринимательства. После снижения уровня безработицы в городе с −13,9 % до −7,2 %, бюро по трудоустройству в Маалот Таршиха дважды было выбрано лучшим филиалом в 2004 и 2006 годах.
С 2006 по 2012 год Рина Френкель — заместитель директора службы занятости Северного округа, курировала 24 офиса, работала с региональными директорами. В рамках этой должности занималась вопросами улучшения трудоустройства ищущих работу в округе, инициированием различных проектов в области расширения и улучшения услуг соискателям, оптимизацией процесса трудоустройства. Повышала эффективность рабочих взаимоотношений между различными организациями (министерством промышленности, институтом национального страхования, министерством благосостояния, министерством абсорбции, Джойнтом, министерством обороны и другими).
В дополнение к этому она несла ответственность за планирование и определение потребности в профессиональной квалификации соискателей и создании программы ежегодного обучения.
В октябре 2012 ушла в отставку со службы занятости.
В 2013 году Френкель окончила курс директоров промышленности в Технионе. Вступила в партию «Еш Атид» и находясь на 15-м месте в списке, была избрана в Кнессет в январе 2013 года.
Френкель — вдова, имеет одного ребёнка, живёт в Нагарии.

## Законотворчество
- Законопроект «Пособие по болезни» (отсутствие на работе из-за болезни родителя). Поправка: отмена пункта возраста родителя.
- Законопроект «Пропитание» (гарантия оплаты): Поправка позволяет женщине получать минимальную заработную плату и при этом иметь право на пособие ИНС.
- Законопроект «ИНС». Поправка: расширение права на получение учебной стипендии (ежегодная учебная стипендия для детей матерей одиночек до 12-го класса).

## Прочие должности и обязанности
- Член комиссии по внутренним делам и защите окружающей среды.
- Член комиссии по труду, благосостоянию и здравоохранению.
- Председатель лобби продвижение матерей-одиночек.
- Член делегации Кнессета по связям с Европейским парламентом.